# One Minute Silence
One Minute Silence ist eine englische Metal-Band aus London, die 1995 unter dem Namen Near Death Experience gegründet wurde, sich 2003 auflöste und seit 2011 wieder aktiv ist.

## Geschichte
Die Band wurde Ende 1995 von dem Sänger Brian „Yap“ Barry (geboren 29. November 1967), dem Gitarristen Chris Ignatiou und dem Bassisten Mario Diani (geboren 5. Mai 1973) unter dem Namen Near Death Experience gegründet. Als Schlagzeuger war Simon Dawson tätig. Nachdem ein paar Monate später der Schlagzeuger Edward George Deen Stratton (geboren 14. September 1965) hinzugekommen war, erfolgte die Umbenennung in One Minute Silence. Der Namenswechsel war aufgrund zweier gleichnamiger Bands, einer französischen und einer US-amerikanischen, notwendig geworden. Die Band plante die Aufnahme eines Live-Mini-Albums, jedoch mussten diese Pläne verworfen werden, da Barry erkrankte und bereits zuvor Auftritte absagen musste, da er teilweise keine Stimme mehr hatte. Nach einer Single im November 1997 unter dem Namen South Central schloss sich im Februar des folgenden Jahres eine weitere namens A Waste of Things to Come an. Das Debütalbum Available in All Colors schloss sich im April 1998 über Big Cat Records an, das von Gene „Machine“ Freeman produziert worden war. Das Album belegte den 31. Platz in den neuseeländischen Albumcharts. Danach ging es mit den Deftones auf Tournee und es wurde eine US-Tour mit Sepultura, Anthrax und Soulfly abgehalten. Auch war die Gruppe auf dem Dynamo Open Air zu sehen und sie gab Konzerte in Japan. Im selben Jahr war die Gruppe auch zusammen mit Stuck Mojo live aktiv. Anfang 1999 ersetzte Kee Payne den Gitarristen Ignatiou, der die Gruppe aufgrund von Erschöpfungserscheinungen kurz zuvor verlassen hatte. Payne wiederum wurde bereits im Sommer des Jahres durch Massimo „Massy“ Fiocco (geboren 1. April 1980) ersetzt. Im Februar hielt die Band Auftritte in Großbritannien mit Pulkas und Liberty 37 ab. Im weiteren Verlauf des Jahres 1999 trat die Band unter anderem mit Sevendust und Godsmack auf. Etwas später begab sich die Band mit dem Produzenten Colin Richardson ins Studio, um das Album Buy Now… Saved Later aufzunehmen, das im April 2000 über V2 Records erschien. Die Aufnahmen hatten sich über zehn Wochen erstreckt, mit einem täglichen Arbeitspensum von 16 bis 18 Stunden. Als Singles wurden Holy Man und Fish Out of Water ausgekoppelt. Letztere erreichte Platz 56 der britischen Singlecharts. Das Album selbst belegte in den britischen Albumcharts die 61. Position. Im selben Jahr gewann die Band bei den Kerrang! Awards in der Kategorie „Best British Live Act“. Im Zuge der Veröffentlichung führte One Minute Silence eine Europa-Tournee mit Slipknot und Konzerte in Stadien in den USA mit Slayer, Hatebreed und Downset durch. Im September 2000 trat die Band zusammen mit Mudvayne, Ultraspank und Nonpoint auf. Im Dezember ging es mit Mudvayne, Breed 77 und Tribute to Nothing auf Tour durch Großbritannien, ehe eine weitere UK-Tournee im November 2001 mit Will Haven und Sugarcoma folgte. Im Februar 2002 trennte sich die Band von ihrem Label V2 Records, woraufhin es mit Slipknot, In Flames und American Head Charge auf Tour durch England und Deutschland ging. Zur Veröffentlichung der EP Revolution folgten im Januar 2003 Auftritte mit Fony in Großbritannien. Im Juni erschien das dritte Album One Lie Fits All, das von John Cornfield und John Leckie produziert worden war. Die hieraus ausgekoppelte Single I Wear My Skin belegte den 44. Platz in den britischen Singlecharts. Mitte des Jahres nahm die Gruppe am Download-Festival teil. Im Oktober 2003 gab die Band ihre Auflösung bekannt.
Seit Januar 2011 ist die Band wieder aktiv. Neben Barry, Fiocco und Diani bedient nun Martin Davies das Schlagzeug. Ihren für Juli 2011 geplanten Auftritt auf dem Sonisphere Festival zur Wiedervereinigung sagte die Band ab, da sie sich doch noch nicht bereitfühlte, wieder aufzutreten. 2013 erschien die EP Fragmented Armageddon über Pledge Music.

## Stil
Christian Graf befand in seinem Nu Metal und Crossover Lexikon, dass die Band auf A Waste of Things to Come „die Metal-Power von Pantera mit politisch motivierten HipHop-Ansätzen“ vermischt. Das zweite Album Buy Now… Saved Later klinge bedrohlicher und schwermütiger als der Vorgänger Available in All Colors. Steve Huey von Allmusic stellte fest, dass es sich bei One Minute Silence, um eine der wenigen Rap-Metal-Bands aus Großbritannien handelt. Joel McIver schrieb in seinem Buch The Next Generation of Rock & Punk Nu-Metal, dass die Band energiereiche Musik spielt, in der sich die Mitglieder gegen Rassismus und Kapitalismus aussprechen.
Martin Popoff bezeichnete Available in All Colors in seinem Buch The Collector’s Guide of Heavy Metal Volume 3: The Nineties als groovenden Rapcore, wobei starke klangliche Ähnlichkeiten mit Rage Against the Machine vorliegen würden. Die Texte bezeichnete er als aufrührerisch. Im vierten Band seiner Buchreihe rezensierte Popoff Buy Now… Saved Later. Hierbei stellte er fest, dass die E-Gitarren durch Richardsons Produktion nun „rasiermesserscharf“ und „blendend“ klängen. Die Gruppe höre sich nun noch stärker nach Rage Against the Machine an, wodurch sie wie ein Klon dieser Gruppe klinge. Dies werde vor allem durch sich oft wiederholende Textzeilen und Slogans, eine sehr ähnlich klingende Rap-Stimme und dieselben politischen Ansichten deutlich.
Marcus Schleutermann vom Rock Hard schrieb in seiner Rezension zu Available in All Colors, dass hierauf ein Crossover aus Funk, Rap und Metal zu hören ist. Dabei seien Gemeinsamkeiten mit Clawfinger, Red Hot Chili Peppers, Faith No More und Rage Against the Machine hörbar. Auch verarbeite die Band Einflüsse aus dem Groove Metal sowie Hardcore Punk im Stil von Pro-Pain. In einer späteren Ausgabe rezensierte Sonja Lattwesen Buy Now… Saved Later und stellte fest, dass die Musik eine Mischung aus „süße[n] Melodien“ und „Krach ohne Ende“ sei und man nun weniger auf einen Mix aus Hardcore Punk und Funk setze. Der Gesang bestehe aus Raps, Shouts und Klargesang.

## Diskografie

### Alben
- 1998: Available in All Colors (Big Cat Records)
- 2000: Buy Now… Saved Later (V2 Records)
- 2003: One Lie Fits All (Taste Records)

### Singles
- 1997: South Central (Big Cat Records)
- 1997: Stuck Between a Rock and a White Face (Big Cat Records)
- 1998: A Waste of Things to Come (Big Cat Records)
- 2000: Holy Man (V2 Records)
- 2000: 1845 (V2 Records)
- 2000: Rise and Shine (V2 Records)
- 2001: Fish Out of Water (V2 Records)
- 2002: Revolution (Taste Records)
- 2003: I Wear My Skin (Taste Records)
- 2003: We Bounce (Taste Records)

### EPs
- 2003: Revolution (Taste Records)
- 2013: Fragmented Armageddon (Pledge Music)